# 233 av. J.-C.
Cette page concerne l'année 233 av. J.-C. du calendrier julien proleptique.

## Événements
- 15 juin (21 avril du calendrier romain) : début à Rome du consulat de Quintus Fabius Maximus Verrucosus Cunctator ( « le Temporisateur »)  et Manius Pomponius Matho. Victoire de Fabius Maximus sur les Ligures[1]. Il sera cinq fois consul entre 233 et 209 av. J.-C..

- Aratos de Sicyone est battu à Phylakia, près de Tégée par un des généraux de Démétrios II de Macédoine (date incertaine)[2].

- En Chine, suicide du légiste Han Fei Zi, accusé de trahison[3].

## Décès
- Han Fei Zi, philosophe chinois.